# Bubino, Haskovo
Bubino (în bulgară Бубино) este un sat în comuna Ivailovgrad, regiunea Haskovo,  Bulgaria. 

## Demografie
Componența etnică a satului Bubino
     Turci (88,88%)
     Nicio identificare (11,11%)
     Altele (0%)
La recensământul din 2011, populația satului Bubino era de 9 locuitori. Din punct de vedere etnic, majoritatea locuitorilor (88,88%) erau turci. Pentru 11,11% din locuitori nu este cunoscută apartenența etnică.